# Chika Unigwe
Chika Unigwe, född 1974 i Enugu, är en nigeriansk-flamländsk författare bosatt i Turnhout, Belgien.
Chika Unigwe skriver prosa, poesi, artiklar och läroböcker. 2003 vann hon BBC Short Story Award för sin novell Borrowed Smile, Commonwealth Short Story Award för Weathered Smiles och Flemish literary prize för De Smaak van Sneeuw, hennes första novell skriven på nederländska. Hennes novell The Secret nominerades till 2004 års Caine Prize. Hennes första roman De Feniks publicerades 2005 och är den första romanen skriven av en flamländsk författare med afrikanskt ursprung. På svenska finns Unigwe publicerad i antologin Kärlek x 21 - Afrikanska noveller (2010) med novellen Att äga lyckans hemlighet.
Unigwe har en fil.kand i engelska från University of Nigeria, en mastersexamen från Catholic University of Leuven samt en doktorsexamen från universitetet i Leiden, Nederländerna.